# Васил Гюров
Васил (Васо) Гюров е български певец, бас китарист, основател на групите Кале и Ревю, и политик от партия „Зелено движение“.

## Биография
Роден е през 1965 година в София. От 1978 до 1982 година учи в Софийската математическа гимназия, където заедно с Милен Николов (китара), Владимир Караиванов (барабани) и Сашо Михайлов (йоника) правят първи опити за създаване на група.
В края на 1985 г. заедно с Димитър Воев и Кирил Манчев създава група „Кале“. Първата им изява е през 1987 на Първия софийски рок фестивал, но след третата песен са свалени от сцената. Година по-късно Кале се разпада, а Гюров основава Ревю. На следващата година излиза албумът им Милена+Ревю, а песните „Ала Бала“, „Директор на водопад“ и „Чичо“ стават хитове.
Групата изнася редица концерти в Източна Европа. През 1990 г., след турне в Пхенян Ревю се разпадат, а Гюров заминава за Германия. Той се завръща в България през 1992 и прави няколко концерта с Нова Генерация, която се разпада след смъртта на Димитър Воев. Васил и Иван Латинов създават група „Африка“. През 1996 групата подготвя албум, но той остава недовършен. Две години по-късно участва в група „Камион“, която печели награда за песен на годината в класацията на Passport.
През 2001 г. Ревю е възстановена, а песента „Закуска“ е избрана за песен на годината в класацията на телевизия ММ. Издаден е и албумът 10.
Член е на управителните съвети на Музикаутор и Профон, основател на Българска музикална асоциация.
Гюров се занимава с активизъм за опазване на околната среда като член на Зелено движение.
На парламентарни избори през април, както и през юли 2021 г. е кандидат за депутат от коалицията „Демократична България“.